# KUMAS – Kompetenzzentrum Umwelt
Der KUMAS – Kompetenzzentrum Umwelt e. V. , häufig auch nur KUMAS genannt, dient als Netzwerk von Umweltfirmen und -institutionen in Bayern deren Wissenstransfer, Information, Erfahrungsaustausch und Kooperation.

## Organisation
Im Jahr 2011 waren rund 200 Unternehmen und Organisationen im KUMAS-Umweltnetzwerk zusammengeschlossen. Mitglieder sind unter anderem verschiedene Städte und Landkreise, Universitäten und Hochschulen, aber auch Behörden wie das Bayerische Landesamt für Umwelt, Unternehmen wie die Daimler AG und Organisationen wie der Deutsche Alpenverein.
Der Hauptsitz von KUMAS befindet sich in Augsburg.

## Zielsetzung
KUMAS wurde im Rahmen der High-Tech-Offensive Bayern eingerichtet, um so genannte Schlüsseltechnologien des neuen Jahrhunderts zu entwickeln und auszubauen. Dabei sollten die Kompetenzen verschiedener Einrichtungen im Bereich der Umwelttechnologien miteinander vernetzt werden, um so eine dauerhafte Wertschöpfung zu generieren und qualifizierte Arbeitsplätze zu schaffen.

## Umweltpreise
Das KUMAS vergibt einmal jährlich im Rahmen so genannter „Leitprojekte“ einen Umweltpreis an bis zu drei verschiedene Verfahren, Produkte, Dienstleistungen, Konzepte, Entwicklungen oder Forschungsergebnisse, deren Entwicklung und Umsetzung vor allem durch Nutzung der Kontakte im Rahmen der Öffentlichkeitsarbeit unterstützt werden.
Daneben ist das KUMAS vorschlagsberechtigt für den Deutschen Umweltpreis.

### KUMAS-Umweltpreis

#### Preisträger 2010
Den Umweltpreis 2010 erhielt unter anderem der FC Augsburg für den Bau seines neuen Stadions, dem ersten klimaneutralen Fußballstadion der Welt.

#### Preisträger 2009
- Die „Thoma Metallveredelung GmbH“ für eine Variable-High-Speed Hartchromanlage.

In der Galvanik werden mithilfe elektrischen Stroms Oberflächen metallisch beschichtet. Durch intelligente Stromführung, optimierte Kontaktbildung und umfangreiche Wärmerückführungsmaßnahmen ist es gelungen, das galvanische Hartverchromungsvefahren energetisch zu verbessern und dadurch einen Beitrag zum Klimaschutz zu leisten, Schadstoffe zu vermeiden oder zu verringern und den Einsatz von Rohstoffen zu begrenzen.
- Die „Corrmoran GmbH“ und das „Anwenderzentrum Material- und Umweltforschung“ der Universität Augsburg für Die Korrosion im Blick – Online Korrosionsmonitoring in Großfeuerungsanlagen.

Das Korrosionsproblem in Müll- und Biomasseverbrennungsanlagen verursacht immense Kosten. Durch die Entwicklung einer Korrosionssonde im Anwenderzentrum für Material- und Umweltforschung (AMU) der Universität Augsburg ist es erstmals gelungen, Korrosion im Abgas von Verbrennungsanlagen in Echtzeit zu messen.
Mit dem Einsatz dieser Sonde kann die Betriebsweise von Verbrennungsanlagen energetisch optimiert und eine Kostenreduzierung vorgenommen werden. Die wirtschaftliche Verwertung dieser neu entwickelten Korrosionssonde hat die Corrmoran GmbH mit Sitz im UTG in Augsburg übernommen.
- Die SGL Carbon für  ECOPHIT, einen neuen Graphitbaustoff für die Gebäudetechnik.

ECOPHIT ist ein auf Basis von expandiertem Naturgraphit hergestellter Werkstoff, der eine effektive Gebäudetemperierung aufgrund seiner schnellen und gleichmäßigen Temperaturverteilung ermöglicht und so einen Basiswerkstoff für Klimadecken, Flächentemperatursysteme und Latentwärmespeicher darstellt.